# Khutelchalcis gobiensis
Khutelchalcis gobiensis (лат.) — ископаемый вид мелких наездников, единственный в составе монотипических рода Khutelchalcis и семейства Khutelchalcididae (перепончатокрылые, Apocrita). Меловой период (Tsagantsab Formation; около 140 млн лет). Центральная Азия: Монголия (Khutel-Khara).

## Описание
Мелкие перепончатокрылые насекомые, длина 1,3 мм; крылья сравнительно длинные и широкие — 1,10×0,60 мм; переднее бедро — 0,3 мм. Сложные глаза крупные с выпуклыми омматидиями (до 10 омматидиев в кратчайшем диаметре). Проподеум короткий. Длина переднего бедра примерно равна высоте головы. Отпечаток обнаружен в 70 км юго-западнее от города Сайншанд (в восточной части пустыни Гоби, Восточно-Гобийский аймак, Монголия), горы Khutel-Khara-Ula (или Khara-Khutul-Ula). Нижний мел (Tsagan Tsab Formation).
Вид был впервые описан в 2004 году российским гименоптерологом и палеоэнтомологом Александром Павловичем Расницыным (Палеонтологический институт РАН, Москва), турецким зоологом Хасаном Хусейном Базибуюком (Hasan Hüseyin Başibüyük, Department of Biology, Faculty of Science and Literature, Cumhuriyet University, Турция) и английским палеонтологом Д. Куики (D. L. J. Quicke, Department of Biological Sciences, Имперский колледж Лондона и Department of Entomology, The Natural History Museum, Лондон, Великобритания). Название роду и виду (Khutelchalcis gobiensis) дано по месту обнаружения типовой серии (Khutel-Khara, Гоби).
Первоначально Khutelchalcis gobiensis был размещён в составе надсемейства Chalcidoidea. Однако, позднее отдельные энтомологи подвергли сомнению эти выводы и систематическое положение Khutelchalcis в составе надсемейства Chalcidoidea было отвергнуто некоторыми авторами (Gibson et al., 2007).
В 2022 году в ходе реклассификации птеромалид одновременно был пересмотрено систематическое положение Khutelchalcididae, которое исключено из Chalcidoidea и помещено в неопределённом статусе incertae sedis внутри подотряда Apocrita.